# Val-Jalbert
Val-Jalbert est un ancien village du Québec, au Canada, devenu ville fantôme. Son territoire, qui aujourd'hui fait partie de la municipalité de Chambord, au Lac-Saint-Jean, a été transformé en attraction touristique sous le nom  Village historique de Val-Jalbert dans les années 1960. Le village a été classé site historique, le 8 août 1996, par l'office du tourisme du Québec.
Situé à la limite des municipalités de Roberval et de Chambord, il est fondé en 1901 quand Damase Jalbert, originaire du Lac-Bouchette, y construit une usine de pâte à papier. L'emplacement est idéal, car l'énergie nécessaire à l'actionnement des machines peut être produite par les deux chutes de la rivière Ouiatchouan, respectivement de 72 et 35 mètres.
En 1904, au décès de M. Jalbert, la compagnie est achetée par des Américains, mais ceux-ci furent bientôt acculés à la faillite. En 1909, elle devint propriété de la Compagnie de pulpe de Chicoutimi. Presque dix ans plus tard, l'épidémie de grippe espagnole de 1918 fait des ravages parmi sa petite population. 
En 1927, la Quebec Pulp and Paper Mills Ltd., qui possède l'usine depuis seulement un an, cesse toute activité en raison de la baisse de la demande de pâte mécanique non transformée.
Le site fait aujourd'hui partie du territoire de la municipalité de Chambord.

## Toponymie
Le village fondé par Damase Jalbert (1842-1904) en 1901, qui créa aussi la Compagnie de pulpe de Ouiatchouan la même année, porta d'abord le nom de Saint-Georges-de-Ouiatchouan, du nom de la rivière qui la traverse. Il fut ensuite renommé Val-Jalbert en 1913 par Julien-Edouard-Alfred Dubuc, propriétaire de la Compagnie de Pulpe de Chicoutimi en l'honneur de son fondateur.

## Historique

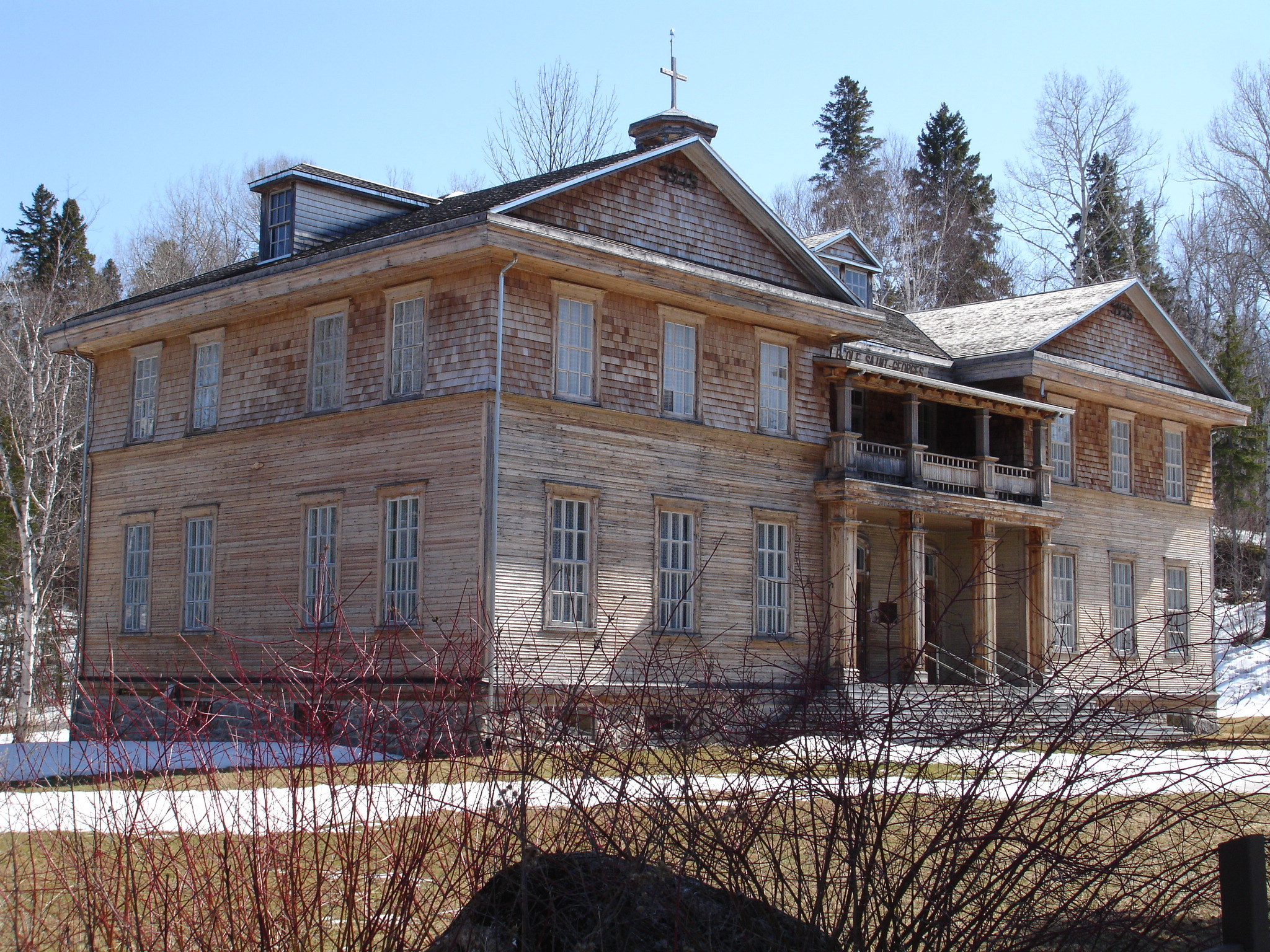
L'école-couvent du village.

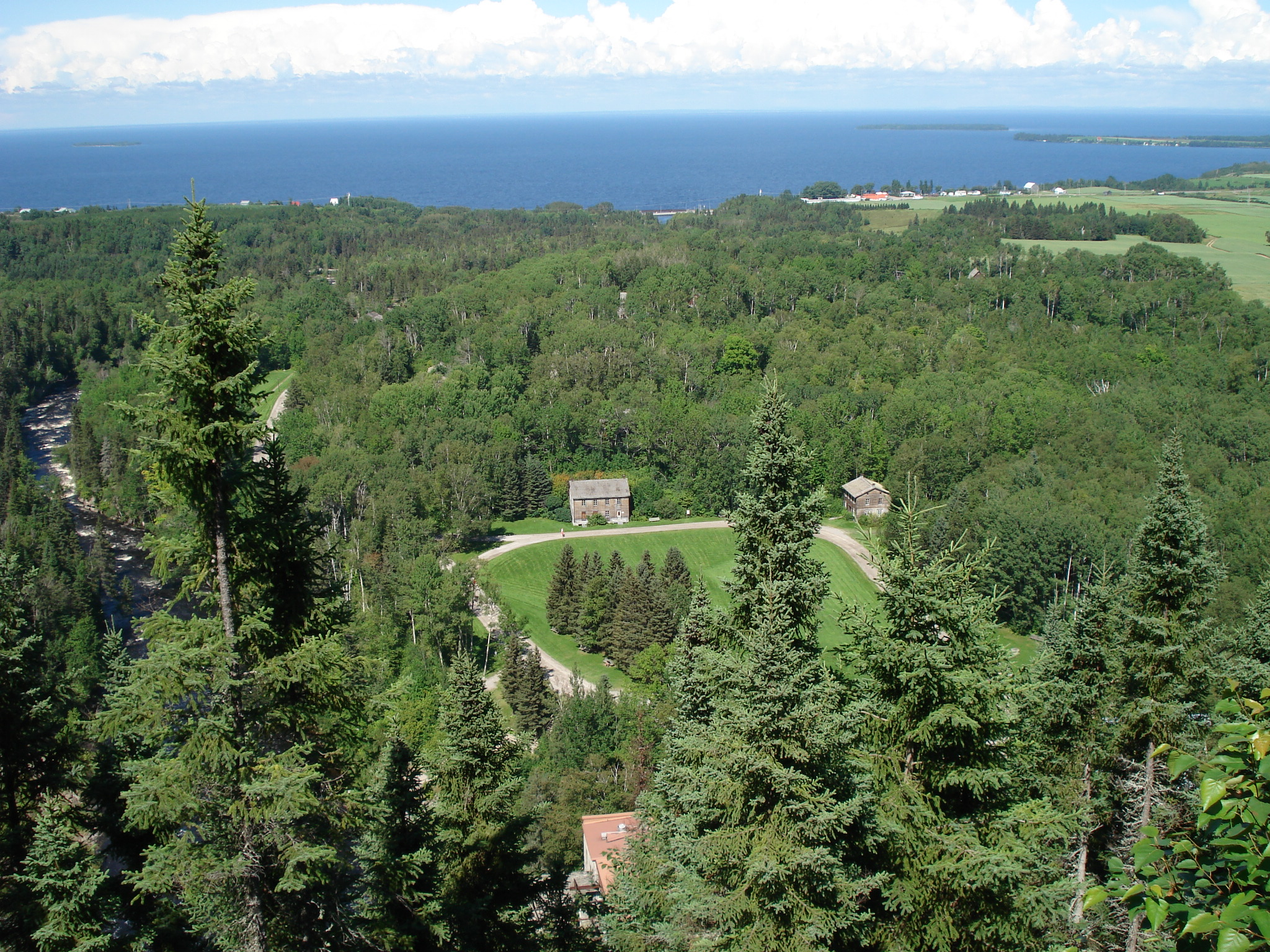
Val-Jalbert, la rivière Ouiatchouan et le lac Saint-Jean.

C'est en 1855 que les premiers colons, venus de Charlevoix, décideront de s'installer dans ce qui deviendra Val-Jalbert. En 1861, un moulin à bois et un moulin à farine sont construits au pied de la première chute de la rivière Ouiatchouan. En 1870, un premier barrage est érigé sur la rivière Ouiatchouan et le moulin à farine est relocalisé sur la pointe formée par le ruisseau Ouellet (devenu rivière Ouellet) et la rivière Ouiatchouan.
En 1871, le territoire fut officiellement reconnu comme étant une municipalité, Canton Charlevoix était né, sa population était d'environ 300 personnes. La municipalité compta alors sur l'agriculture de subsistance, un moulin à scie, une meunerie et une école de rang (ouverte en 1872) afin de subsister.
Le 13 mars 1901, M. Damas Jalbert, entrepreneur forestier originaire du Lac-Bouchette, acheta des terres dans le but d'y développer une pulperie. Le terrain, appartenant à M. Frank Ross, est situé dans le Canton de Charlevoix, près de la première chute de la rivière Ouiatchouan.  
Le 27 avril 1901, fut fondée la Compagnie de Pulpe de la Ouiatchouan par M. Damas Jalbert, M. Wilbrod Jalbert et M. Étienne Paradis, son siège social fut établi à Québec. C'est donc cette compagnie, sous la présidence de M. Étienne Paradis, qui construisit, en 1901 et 1902, une pulperie au pied de la chute Ouiatchouan et procéda à l'érection d'une première partie du village. Ils entreprirent également la construction d'un barrage de 9 m de hauteur et d'une conduite forcée, en acier, d'une longueur de 81 m. Une dynamo ainsi qu'une scierie, au pied de la chute Maligne, viendront compléter le complexe industriel du désormais village de Saint-George-de-Ouiatchouan.  
Durant son premier hiver d'opération, l'usine, appelée à l'époque moulin Saint-George de Ouiatchouan, produisit à plein régime de la pâte de bois mécanique.
Le 31 mars 1904, la mort de M. Damas Jalbert vint endeuiller le village. Mort à St-Jérôme (Métabetchouan) à l'âge de 62 ans, il laisse dans le deuil sa femme et ses huit enfants. Le lendemain de la mort de M. Jalbert, des investisseurs américains se portèrent acquéreurs de la compagnie de pulpe de Ouiatchouan.    
Désormais, la compagnie portera le nom de Ouiatchouan Falls Paper Company et le village sera renommé Ouiatchouan Falls. C'est avec l'objectif d'étendre les activités de la compagnie au papier journal que les Américains se portèrent acquéreur de la compagnie qui, selon certaines sources, éprouvait des difficultés financières.  
Entre 1904 et 1907, les dirigeants de la compagnie firent construire 5 nouvelles maisons double sur la rue Saint-Georges, portant le nombre total de constructions à 11, incluant un hôtel.
En 1907, la compagnie essuie alors des déboires financiers. C'est alors qu'arrive M. Julien-Édouard-Alfred Dubuc, alors directeur-gérant de la Compagnie de Pulpe de Chicoutimi ; il acquiert une partie importante des actions de la Ouiatchouan Falls Paper Company et devint ainsi l'un des 4 directeurs administratifs de la compagnie. En octobre 1907, il est nommé directeur-général de la pulperie et il acquit progressivement, sur une période de six ans, soit de 1908 à 1914, toutes les actions de la Ouiatchouan Falls Paper Company au nom de la Compagnie de Pulpe de Chicoutimi.
Quelques travaux d'agrandissement furent effectués au cours des années, l'usine fut agrandie et des maisons supplémentaire construites. Mais c'est en 1910 que les investissements majeurs arrivent. À la suite d'un embargo du gouvernement du Québec, interdisant l'exportation du bois à pâte coupé sur des terres publiques, les pays étrangers furent obligés d'acheter de la pulpe de bois ou du papier, faute de pouvoir acheter du bois non transformé. À la suite de cette nouvelle politique du ministère public, M. Dubuc put agrandir l'usine en y ajoutant une chambre des meules en pierre qui accueillera trois turbines reliées à 10 défibreuses. Les turbines furent alimentées par une conduite de 6 pieds (1,82 mètre) de diamètre, deux d'entre elles produiront 1 000 forces d'énergie et la troisième 22 000 forces d'énergie. 
Pendant cette année, on s'affaire aussi à la construction d'une annexe en pierre et en ciment d'une longueur de 63 mètres par 12 mètres avec plancher en béton armé. C'est dans cette annexe que seront localisés les dix métiers puis, en 1914, les neuf presses hydrauliques, et finalement, en 1917, ce sont les pompes et les tamis qui seront ajoutés dans cette salle. Au total, ces agrandissements permettront d'augmenter la production de 50 tonnes de pulpe supplémentaire par jour.
C'est au cours de l'année 1913 qu'une deuxième rue fut ajoutée au village, il s'agit de la rue St-Joseph où cinq maisons doubles seront construites. C'est aussi pendant cette année que M. Dubuc changea le nom du village pour Val-Jalbert. Mais c'est seulement en 1915 que ce nom sera reconnu officiellement par le gouvernement du Québec qui accepta l'appellation Saint-George de Val-Jalbert.
Les prochains agrandissements majeurs de l'usine eurent lieu en 1914. Une salle destinée à recevoir des écorceurs manuels et une bouilloire fut construite du côté ouest de l'usine. Elle remplacera la première salle des écorceurs construite dans la partie est de l'usine.
Au cours de l'été 1915, on procéda à l'arpentage du plateau situé à l'embouchure de la rue St-Joseph où Dubuc prévoit agrandir le village. Il faudra néanmoins attendre deux ans avant que les rues Dubuc, Tremblay et Ste-Anne ne soient construites sur le plateau. C'est aussi durant l'année 1915 qu'une commission scolaire fut créée et que le couvent-école fut construit. Il sera dirigé par les Sœurs de Notre-Dame du Bon Conseil de Chicoutimi.
Entre 1916 et 1917, les planchers d'origine en bois furent remplacés par des planchers en pierre.
Lors de l'année 1917, c'est à la suite de pressions des ouvriers et du curé que les premières quinze maisons furent construites sur le plateau. Ainsi s'ouvre la « haute-ville » peuplée entièrement de famille ouvrières. Ces maisons furent construites comme celles des grandes villes ouvrières de l'époque. Chaque maison bénéficiait d'un confort moderne avec l'aqueduc, l'électricité, les égouts, les cabinets d'aisance et un nombre de chambres à coucher suffisant.
Au printemps 1919, le curé Tremblay fit pression sur M. Dubuc afin qu'il construise plus de maisons sur le plateau. Il justifia cela par le nombre important de gens provenant de l'extérieur passant par le village pour se rendre à l'usine. Cette même année, le gouvernement fédéral sous direction du Premier Ministre Robert Laird Borden, met à la disposition des municipalités 25 millions pour la construction de logements. La municipalité de Val-Jalbert et la Compagnie de Pulpe de Chicoutimi ont alors fait appel à une compagnie de construction, la Ha ! Ha ! Bay Land & building Co., afin de construire une vingtaine de maisons. Une nouvelle rue fut ajoutée au quartier du plateau, il s'agit de la rue Labrecque sur laquelle dix maisons furent érigées. Ces maisons furent les premières, à Val Jalbert, à posséder des fondations de béton.
Les derniers investissements eurent lieu en 1920 : une salle avec un écorceur à tambour fut construite dans la partie arrière de l'usine, et en 1924 alors que dix maisons doubles furent construites à Val-Jalbert.
En 1926, le village comptait une population de 950 âmes jusqu'en 1927 où les rumeurs de fermeture firent fuir les gens. La population passa de 720 en 1927 à 500 en 1929 puis 50 en 1930.
Le 12 mars 1926, la compagnie de pulpe et de pouvoirs d'eau de Saguenay et ses filiales (incluant la compagnie de pulpe de Chicoutimi propriétaire de l'usine de pulpe de Val-Jalbert) sont achetées par un cartel du papier, il s'agit de la Quebec Pulp and Paper Mills. En 1927, la Quebec Pulp and Paper Mills fut incluse dans un nouveau groupe du nom de Quebec Pulp and Paper Corporation. Le 30 novembre 1927, ce groupe devient propriétaire de l'usine et de toutes les propriétés n'appartenant pas à des particuliers.

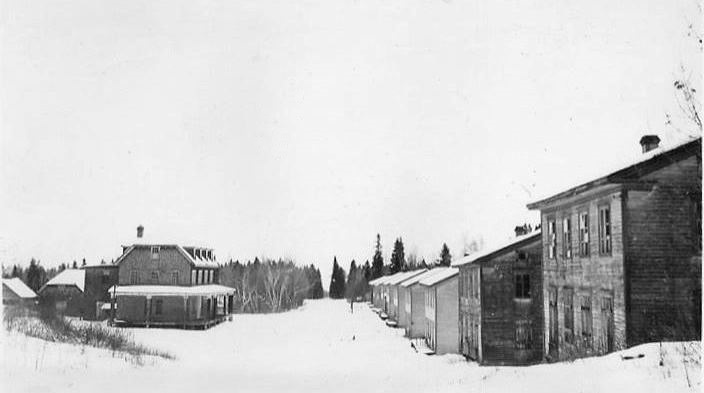
La rue Saint-Georges durant l'hiver 1945-1946.

Finalement, le 19 novembre 1942, le gouvernement du Québec achète toutes les installations de Val-Jalbert pour 1 500 000 $ à la suite de la mise en faillite de la Quebec Pulp and Paper Mills pour cause de non paiement de dettes. Le gouvernement confie alors le site au ministère des ressources hydrauliques, qui deviendra ministère des ressources naturelles. Alors qu'il en est propriétaire, le gouvernement interdit aux gens de se promener dans le village de Val-Jalbert et en interdit même l'accès à l'aide d'une clôture. Le site sera surveillé par un gardien jusqu'en 1960.
Lors de son abandon, le village comptait une maison de pension de 20 chambres, deux magasins, une boucherie, un couvent-école, une église, un cimetière, un moulin à pulpe, un moulin à scie, un atelier de charron, un moulin à farine (le moulin qui avait été construit en 1887).
En 1960, le site sera confié à l'Office du Tourisme de la Province de Québec (futur ministère du tourisme), il sera alors rouvert aux touristes et une série de travaux d'aménagement et de restauration sont amorcés. Entre 1960 et 1986, le ministère s'affaire à rénover et stabiliser plusieurs bâtiments comme le moulin, l'hôtel, l'étal de boucherie, le couvent-école ainsi que plusieurs maisons. Les fondations de l'église et du presbytère sont mises en valeur et les réseaux d'égout, d’aqueduc et d'électricité sont réhabilités dans le bas du village jusqu'au moulin.
Le site historique du Village de Val-Jalbert est cédé en 1987 à la Société des établissements de plein air du Québec (SÉPAQ). En avril 1998, la MRC Le Domaine-Du-Roy se joint à la SÉPAQ dans la gestion du site. De nos jours, le site compte environ 40 employés permanents et le double lors de la saison estivale. Les revenus annuels du site sont d'environ 2 millions de dollars canadiens et chaque année le site accueille environ 150 000 visiteurs.

## Attractions touristiques
De nos jours, cet ancien village de compagnie est un site touristique important du Domaine-du-Roy avec pour principales attractions :
- Son restaurant dans le vieux moulin ;
- L'usine à pulpe partiellement restaurée et reconstruite, qui utilisait la puissance des chutes inférieures de la rivière Ouiatchouan ;
- Ses acteurs en costumes d'époque dans les différents bâtiments restaurés ;
- Le couvent-école dans lequel une reconstitution des principes d'enseignement d'époque sont effectués par des acteurs locaux ;
- Le trajet en véhicule de type autobus faisant le lien entre les différents pavillons ;
- Les maisons d'époque, dont certaines furent restaurées et d'autres sont en ruines ;
- Son sentier de la nature accessible par un téléphérique donnant une vue spectaculaire du village ;
- Le canyon formé par le parcours de la rivière, en aval de l'usine à pulpe ;
- Les sentiers entretenu pour la pratique du ski de fond et de la raquette, l'hiver ;
- Le spectacle immersif;
- La controversé mini-centrale de la chûte Ouiatchouan, inauguré en 2015[6], comprenant un passage vers l'ancienne centrale et une reconstitution des machines se trouvant dans ce dernier construit en 1901.

Maisons de Val Jalbert
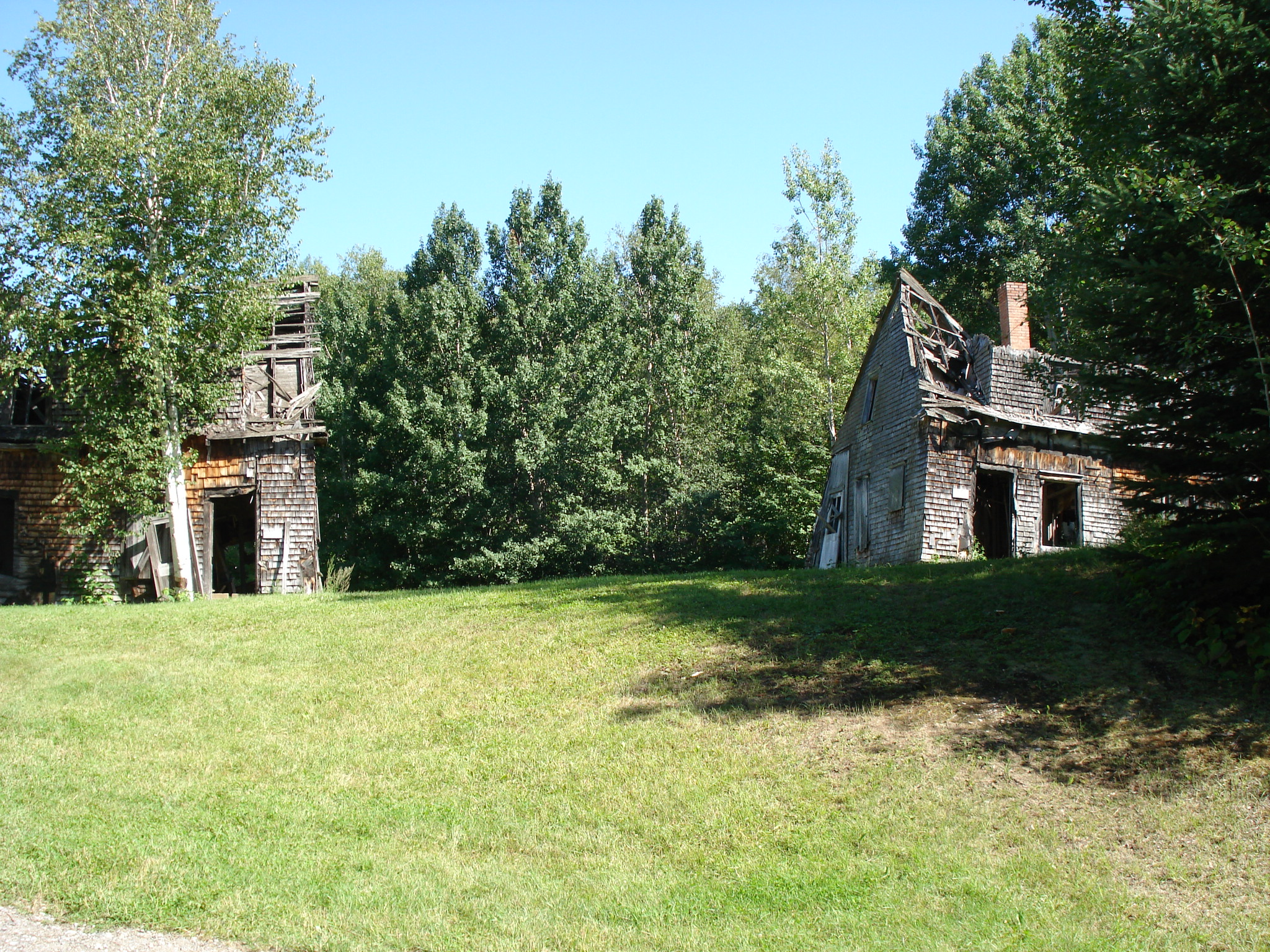
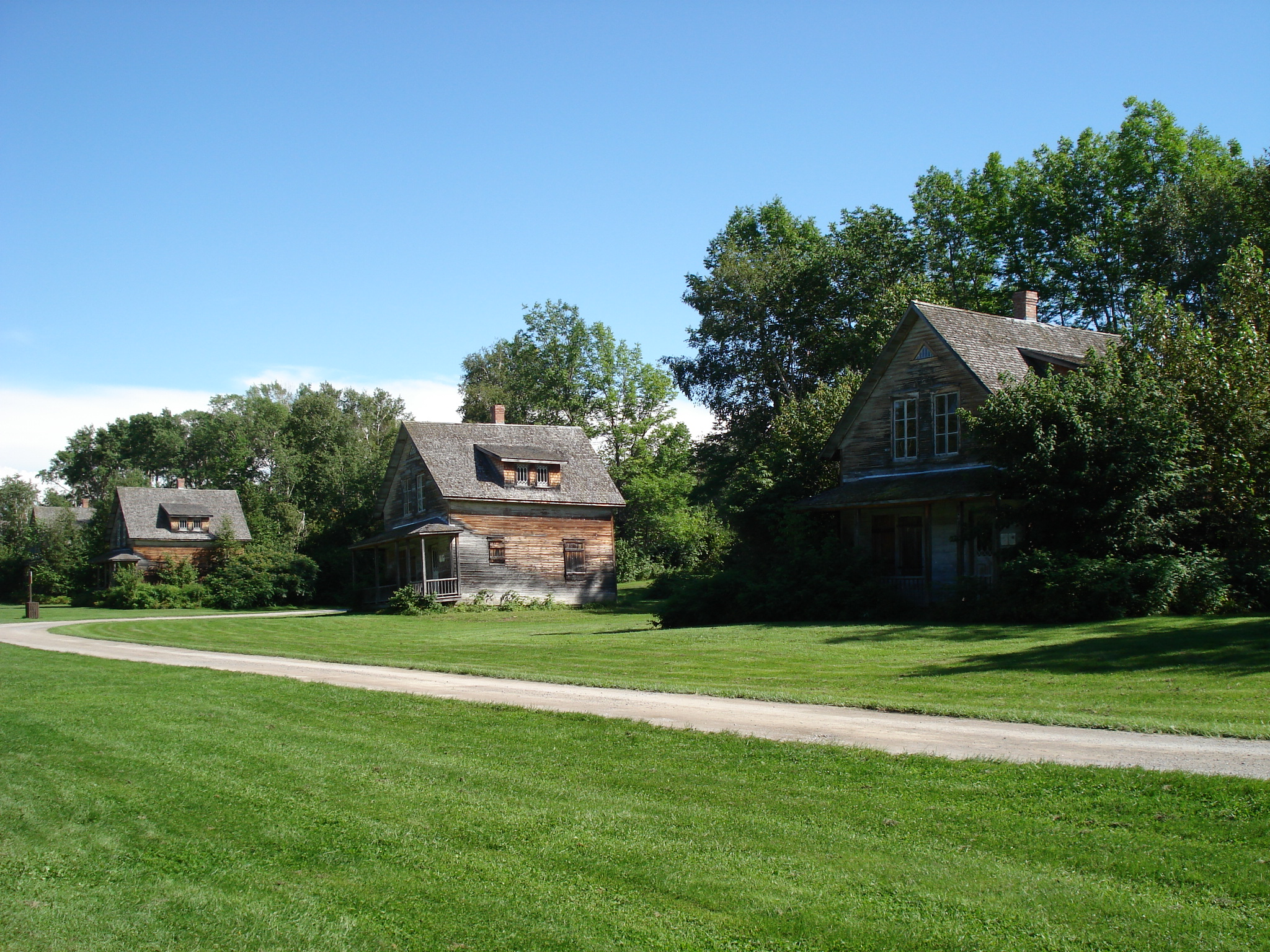
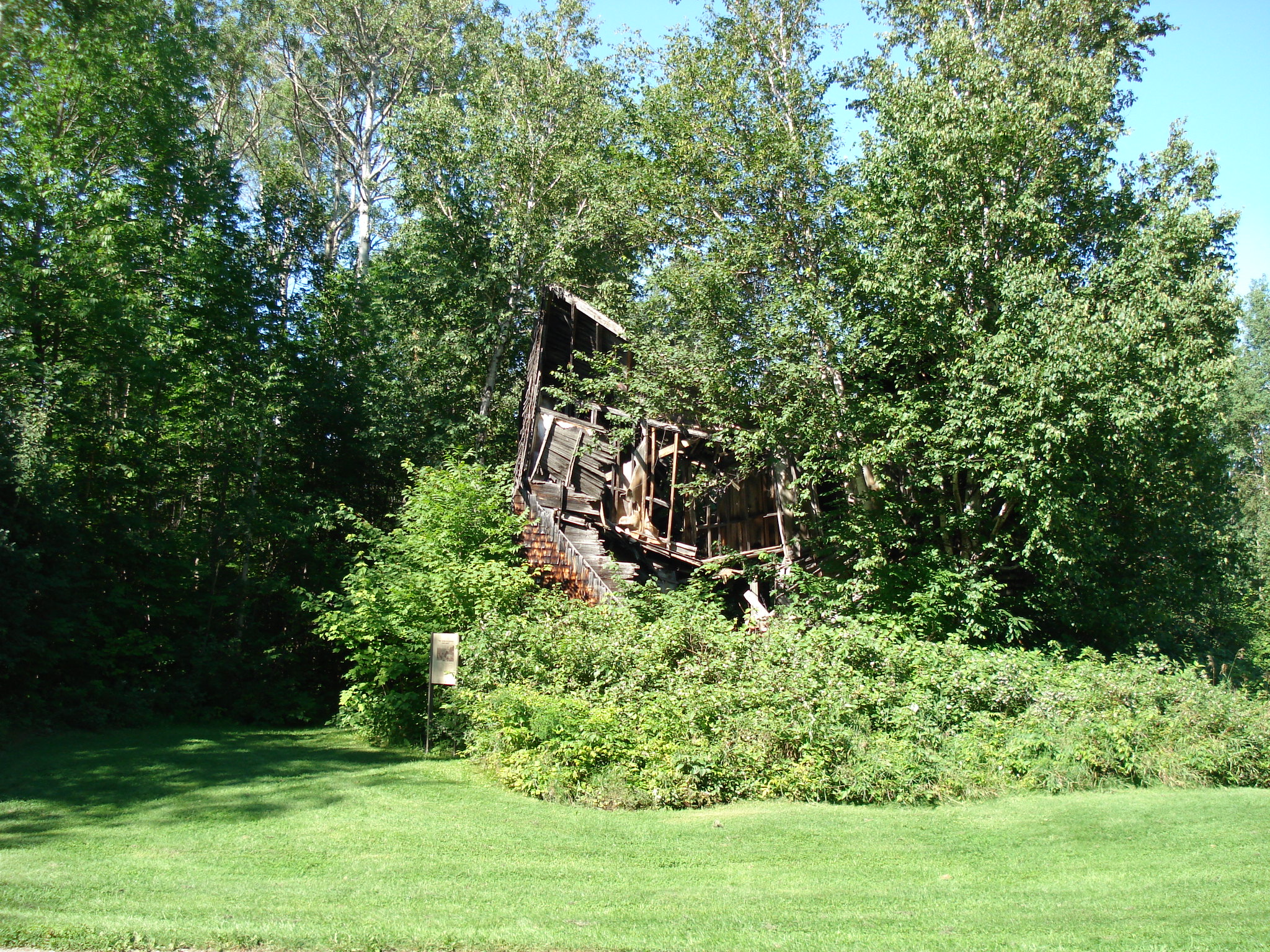
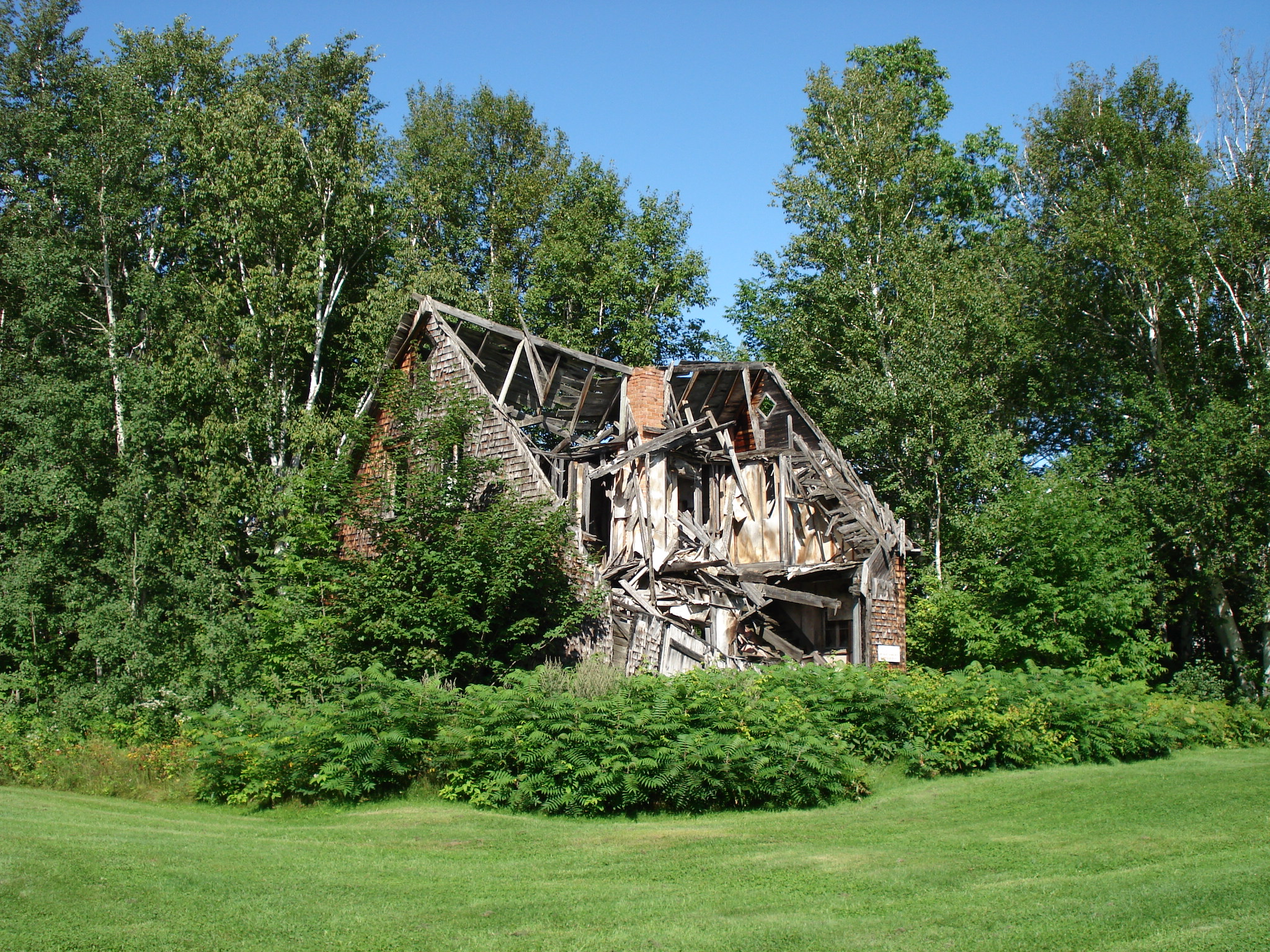
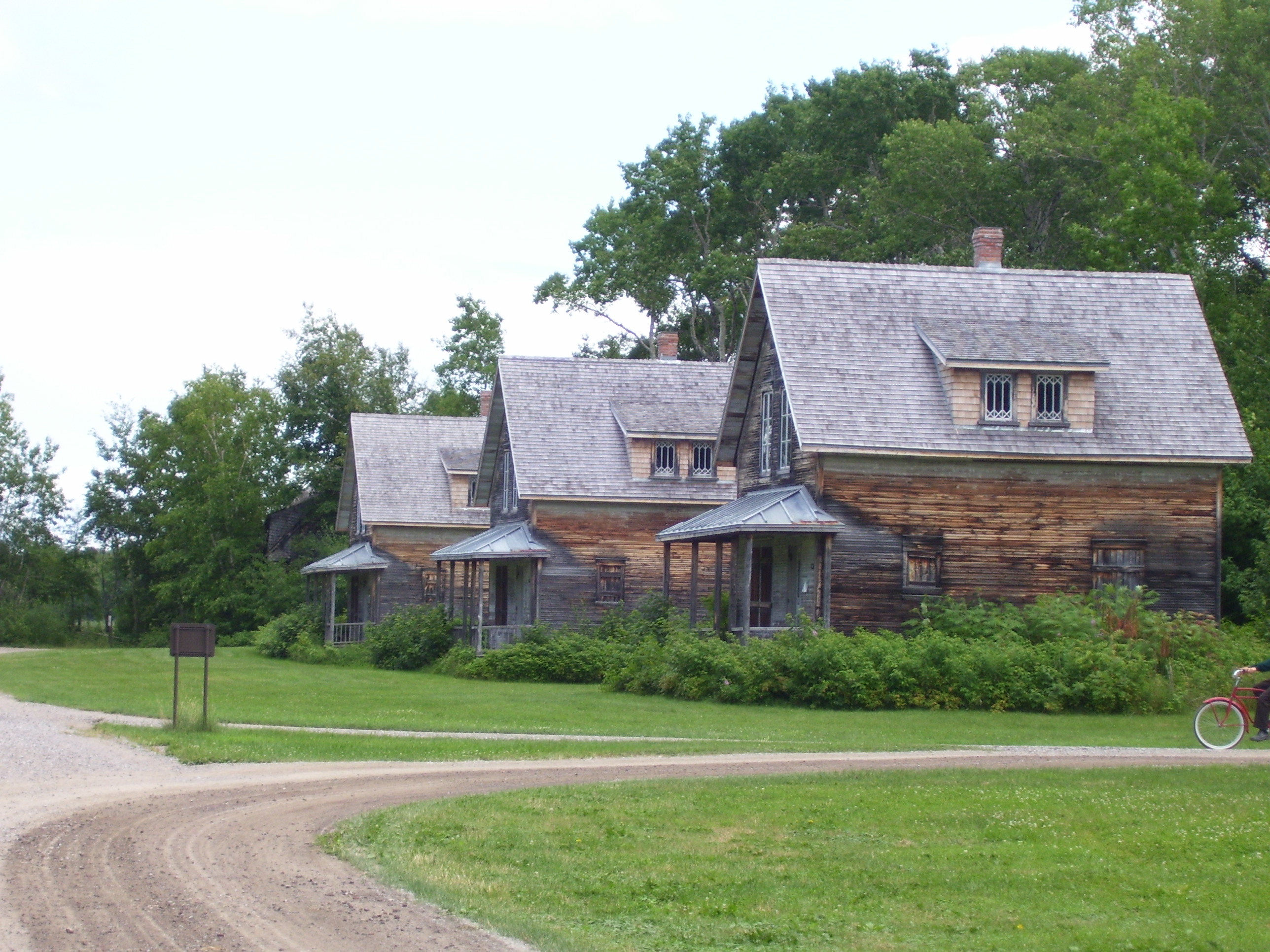
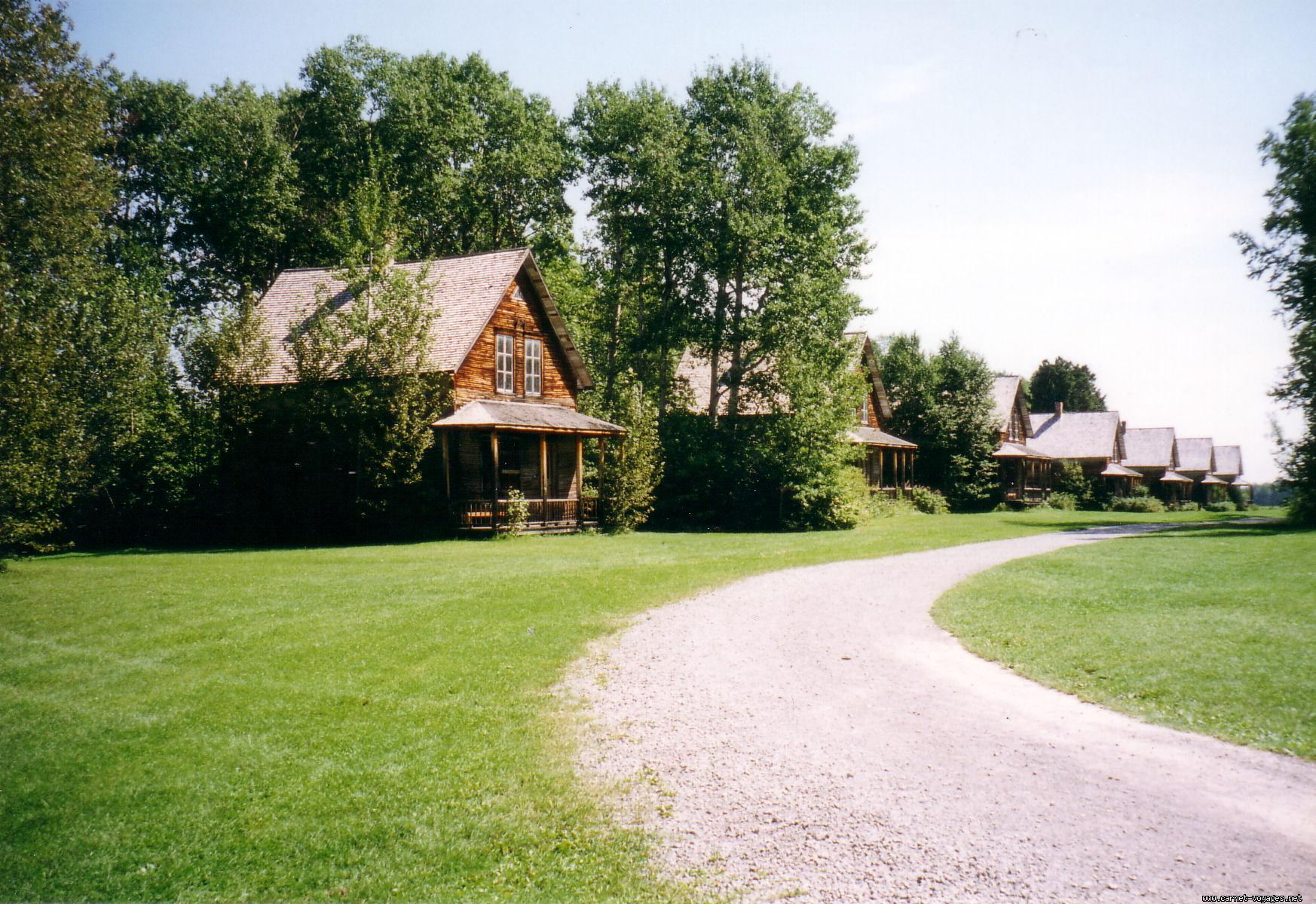

### Livres
- Nadia Bazinet et Luc Amiot,Val-Jalbert, de l'histoire au destin, Éditions des Chiens Savants, 40 pages avec de nombreuses photographies, 2012. En vente sur le site.

La série Val-Jalbert de Marie-Bernadette Dupuy, auteure française, publiée par les éditions JCL, comprend : 
- 2008 : L'Enfant des neiges, éditions JCL ou L'Orpheline des neiges, éditions du Livre de Poche.
- 2009 : Le Rossignol de Val-Jalbert,
- 2010 : Les Soupirs du vent,
- 2011 : Les Marionnettes du destin,
- 2012 : Les Portes du passé,
- 2013 : L'Ange du lac.